# ハルカラマツ
ハルカラマツ（春唐松、学名：Thalictrum baicalense）は、キンポウゲ科カラマツソウ属の多年草。別名、ニッコウカラマツ。

## 特徴
根は肥厚しない。茎は直立し、高さ50-100cm、上部で2-3回まばらに分枝する。茎や葉は無毛で、腺毛もない。花期には根出葉は生存しない。茎葉は互生し、葉身は2-3回3出複葉で、小葉は広くさび状倒卵形からくさび形になり、長さ1.5-5.5cm、先は切形から円形で浅く3裂し、基部はくさび形になり、縁に粗い鋸歯がある。葉柄の基部に托葉があり、暗褐色の膜質で、縁は不規則に切れ込み、小葉柄の基部に小托葉はない。上部の茎葉は小型になり、ときに無柄になる。小葉の葉質は草質で、裏面の葉脈が隆起する。
花期は6-7月。花序は散房状につき、花は径8-10mm、白色でわずかに黄色または緑色を帯び、花柄は長さ0.5-1.5cm。やや花弁状の萼片は長さ3mm、楕円形で黄白色、早落性で花期には落ちる。花弁はない。雄蕊は多数あり長さ5mm、葯は黄白色で長さ1mm、花糸は棍棒状で葯より幅が広く、葯隔は突出しない。雌蕊は雄蕊群の中央に4-8個あり、柱頭は円盤状になる。果実は長さ約3mmの球状楕円形の痩果になり、4-8個つき、縦に8本の稜があり、基部に長さ0.3mmの短い果柄がある。痩果の花柱は短いが残存し、柱頭はわずかに内曲する。染色体数2n=14。

## 分布と生育環境
日本では、北海道、本州の福島県・栃木県・群馬県・埼玉県に分布し、山地帯の湿り気のある草地や林縁に生育する。世界では、朝鮮半島北部、中国大陸東北部、シベリア東部に分布する。

## 名前の由来
和名ハルカラマツは、「春唐松」の意であるが、春に花が咲くわけではなく、花期が7-9月であるアキカラマツ（秋唐松）T. minus var. hypoleucum より早く咲くことによる。植物学者松村任三 (1889) による命名である。
種小名（種形容語）baicalense は、「バイカル湖地方の」の意味。

## 種の保全状況評価
- 絶滅危惧II類 (VU)（環境省レッドリスト）

都道府県のレッドデータ、レッドリストの選定状況は次の通り。福島県-情報不足(DD)、栃木県-要注目、群馬県-準絶滅危惧（NT）。

## ギャラリー

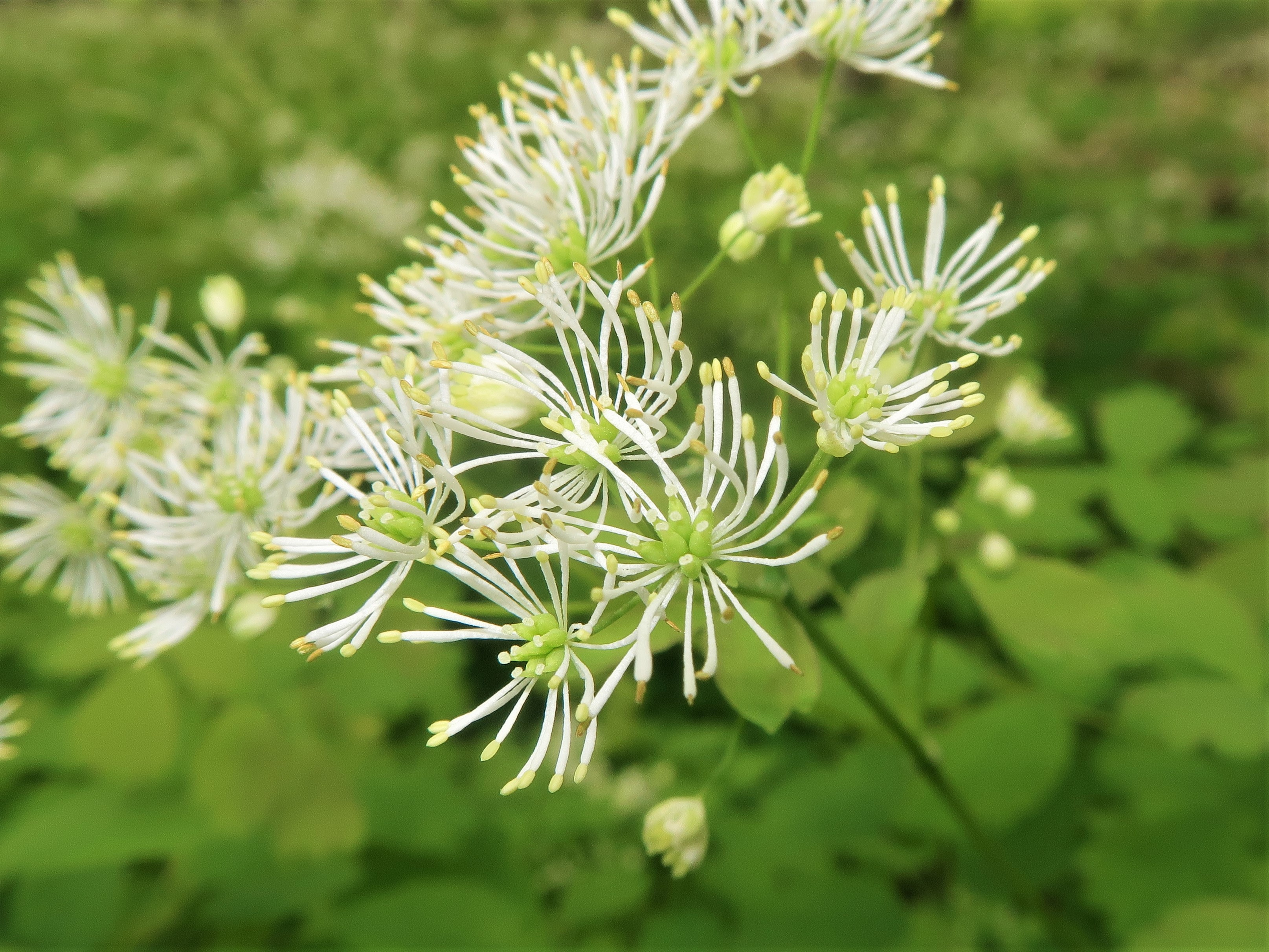
雄蕊は多数、葯は黄白色、花糸は棍棒状で葯より幅が広い。雌蕊は雄蕊群の中央に4-8個あり、柱頭は円盤状になる。
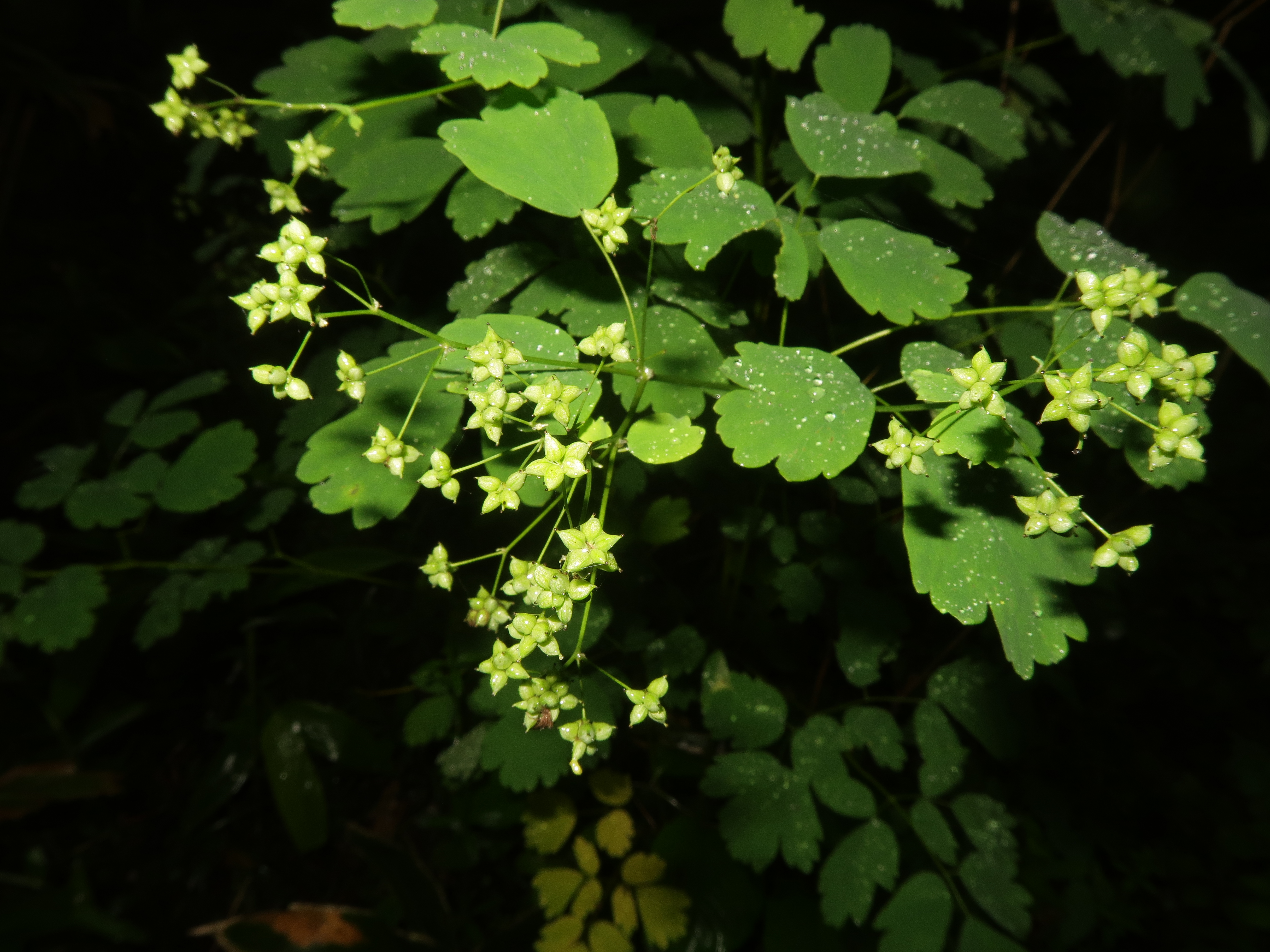
果実は球状楕円形の痩果になり、4-8個つき、縦に8本の稜がある。
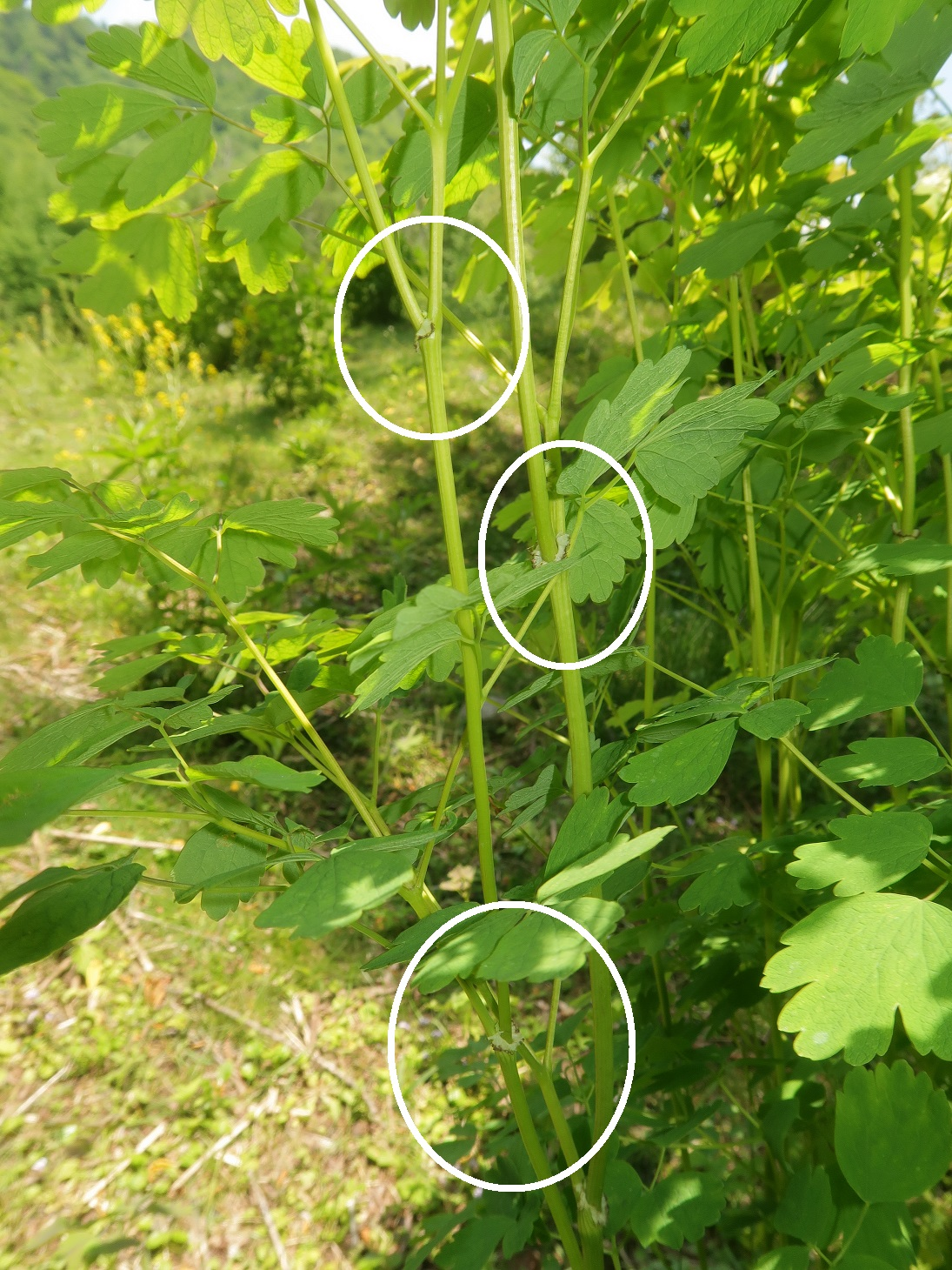
葉柄の基部に托葉がある。○印。
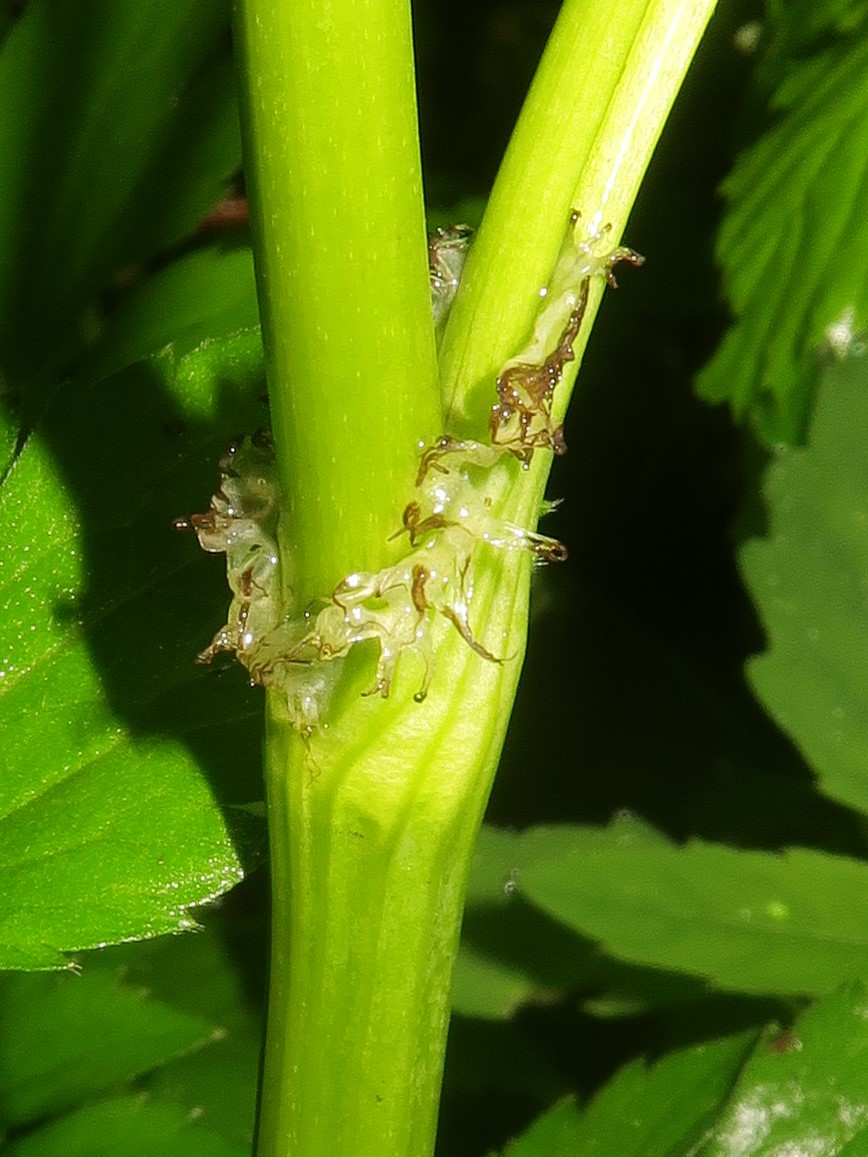
托葉は暗褐色の膜質で、縁は不規則に切れ込む。
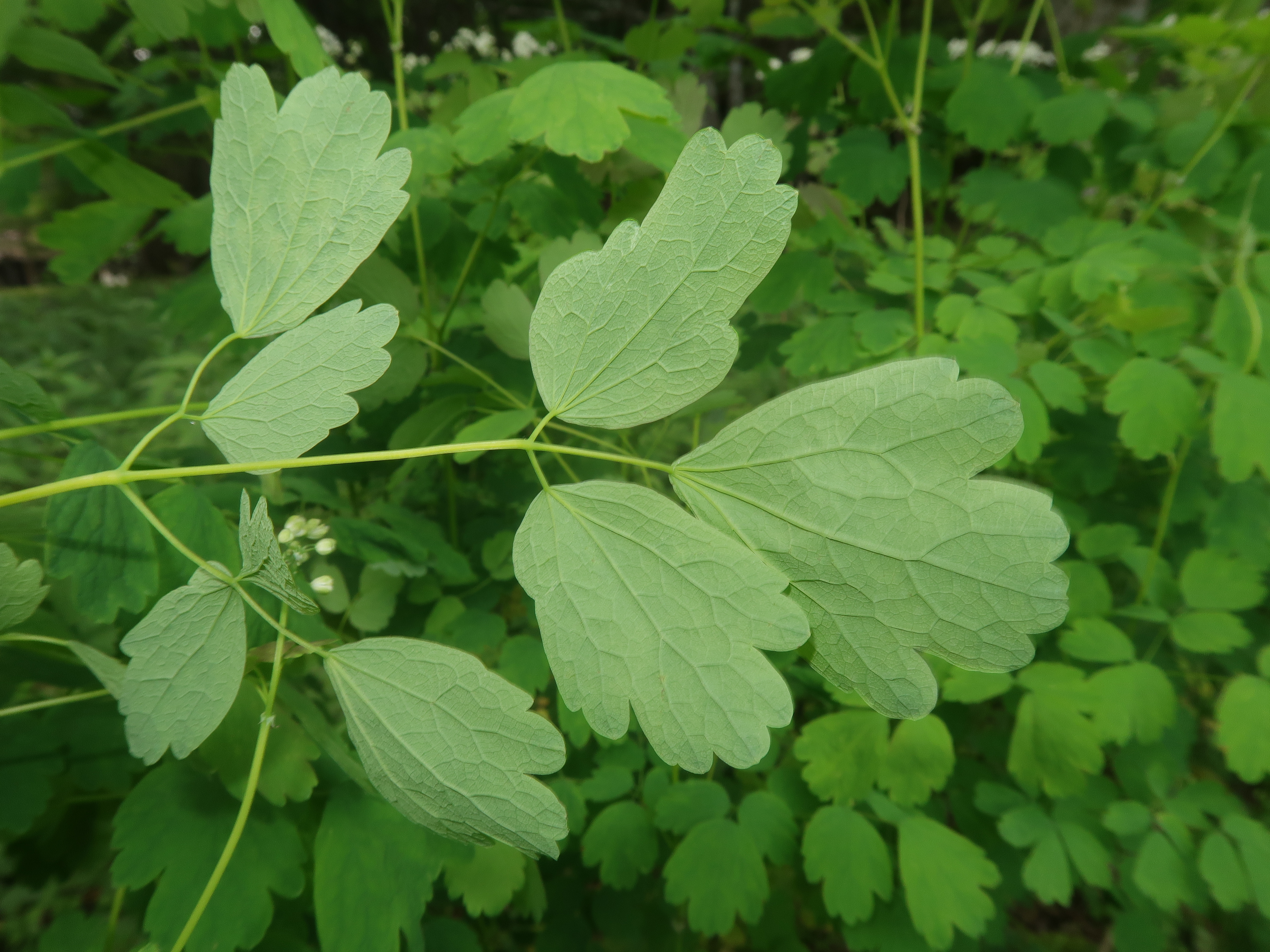
葉の裏面。裏面の葉脈が隆起する。
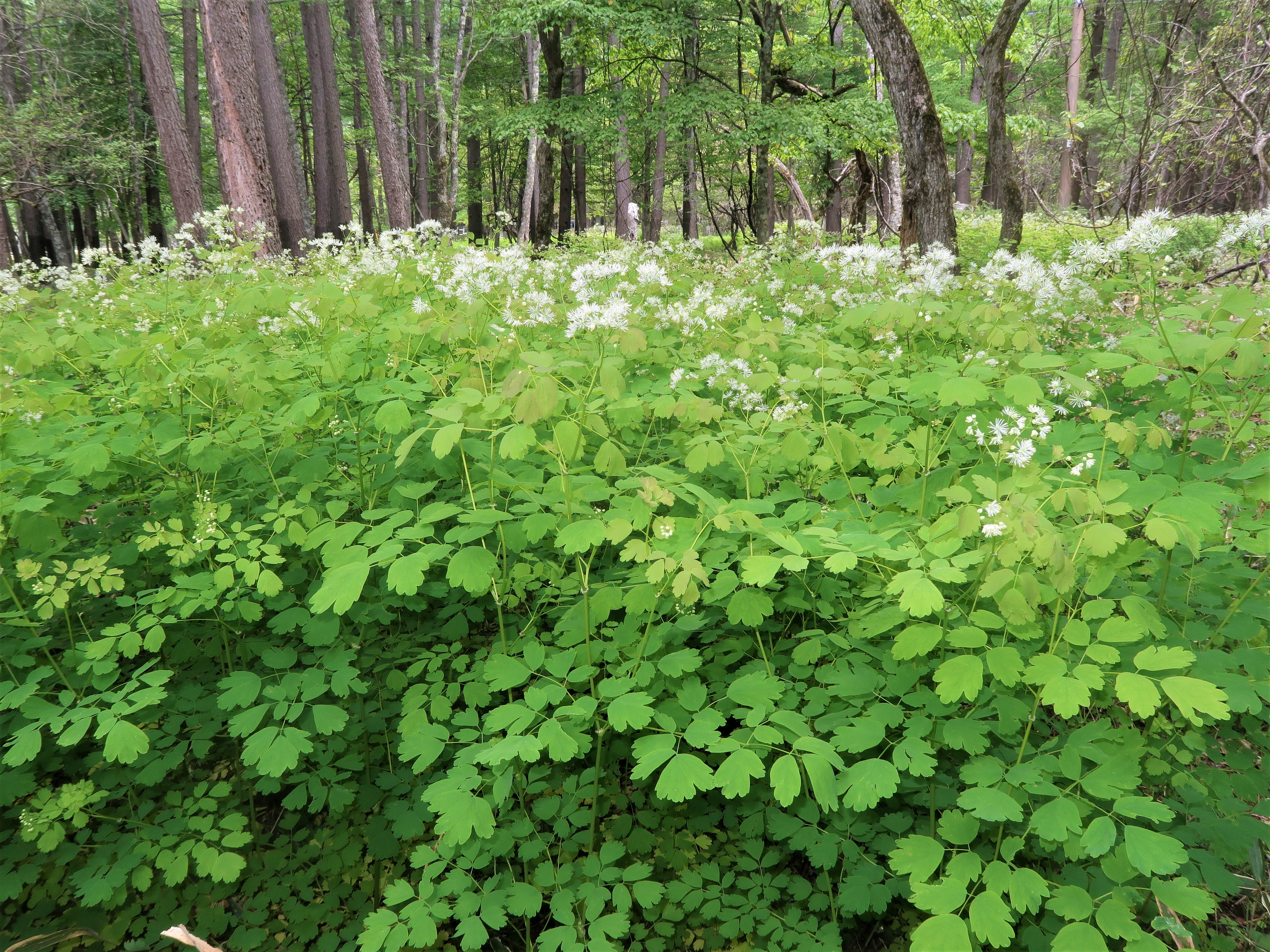
生育環境。林縁で群落になっている。

## 下位分類
マルミノハルカラマツ（学名：Thalictrum baicalense Turcz. ex Ledeb. f. levicarpum Tamura (1953)）- 痩果にある稜が目立たず、表面が平滑なものを品種として区別する。栃木県日光市がタイプ標本の採集地。

## 分類
同属のなかに、似た種にカラマツソウ T. aquilegiifolium var. intermedium がある。同種と本種の日本における分布は、北海道、本州であるが、カラマツソウの本州での分布域は広く、西日本にまで及ぶ。一方、本種の本州における分布域は福島県・栃木県・群馬県・埼玉県の各一部と狭い。栃木県日光市では、両種が同地域にみられるが、花期は本種の方がやや早い。同種の茎葉の基部にある托葉は膜質で全縁となるが、本種の托葉は縁が不規則に切れ込む。また、両種の雄蕊の葯と花糸はほぼ同じ色で見分けがつきにくいが、カラマツソウの花の方が大きい。決定的な違いは痩果で、カラマツソウは7-15個あって楕円状になり、長い果柄があって垂れ下がるが、本種のそれは4-8個あって球状楕円形になり、短い果柄があって直立または斜上し、垂れ下がることはない。